# ヨーゼフ・マイゼダー
ヨーゼフ・マイゼダー（Joseph Mayseder 1789年10月27日 - 1863年11月21日）は、オーストリアのヴァイオリニスト、作曲家。

## 生涯
幼少期から音楽の才能を示したマイゼダーはヨーゼフ・ズッヒェ（1797年）、パヴェル・ヴラニツキー（1798年）、イグナーツ・シュパンツィヒに師事した。11歳までにはウィーンのアウガルテンにて催された公開演奏会で演奏を披露していた。作曲の指導はエマヌエル・アロイス・フェルスターから受けている。
1810年にウィーン宮廷歌劇場のコンサートマスターに任用された。1816年にはホーフブルク宮殿礼拝堂管弦楽団のヴァイオリン独奏者となり、1836年からは同団を指揮するようになった。四重奏団の奏者として一流であり、自らの楽器を教え、作曲も行った。門下からは高い尊敬を集めるハインリヒ・ヴィルヘルム・エルンストらが輩出している。
マイゼダーは多くの賞や名誉会員の座を得ている。ローマのサンタ・チェチーリア国立アカデミアの会員に選ばれているが、これはフランツ・リストらに並ぶものである。1862年にはフランツ・ヨーゼフ勲章のナイト・クロスに叙されたほか、ウィーン楽友協会の名誉会員にも選出されている。また、アントン・ディアベリが企画した変奏曲集にも参加している。
死後、亡骸はウィーン中央墓地の名誉の墓に埋葬された。彼の名を取って1876年にウィーンのインネレシュタットにマイゼダーガッセ（マイゼダー小路）が誕生した。

## 主要作品
演奏会用作品
- ヴァイオリン協奏曲 作品22、26、28
- ヴァイオリンと管弦楽のためのディベルティメント 作品35、39
- Varié Concerto 作品43
- ヴァイオリンと管弦楽、または弦楽四重奏のための華麗なるロンド 作品21、27、29、30
- ヴァイオリンと管弦楽、または弦楽四重奏のためのAirs variés 作品18、23、33、40[注 2]、45

弦楽四重奏曲
- イ長調 作品5
- ト短調 作品6
- 変イ長調 作品7
- ヘ長調 作品8（Quatuor Brilliant）
- ニ長調 作品9
- ト長調 作品23
- 嬰ヘ短調 作品62
- ニ長調 作品66
- 第2ヴァイオリン、ヴィオラとチェロの伴奏つき主題と変奏 作品1、4、15

弦楽五重奏曲
- ロ短調 作品50
- イ短調 作品51
- ニ長調 作品55
- 変ホ直方 作品65
- ホ短調 作品67

ヴァイオリンとピアノ
- ソナタ 作品10
- ソナタ 作品42

ピアノ三重奏曲
- 変ホ長調 作品34
- ヘ長調 作品41
- ヘ長調 作品51
- 変イ長調 作品52
- 変奏曲 作品57
- ホ短調 作品58（1843年）
- ト長調 作品59（1844年）

ピアノ四重奏曲
- ヘ短調 作品24
- 57の協奏的変奏 ニ長調 作品57
- 『バーデンの思い出、協奏的変奏形式による音楽の花輪』 作品63

教会音楽
- ミサ曲 変ホ長調 作品64（1848年6月、ウィーン宮廷礼拝堂）